# Graham (Texas)
Graham ist die Bezirkshauptstadt und Sitz der Countyverwaltung (County Seat) des Young County im US-Bundesstaat Texas in den Vereinigten Staaten. Das U.S. Census Bureau hat bei der Volkszählung 2020 eine Einwohnerzahl von 8.732 ermittelt.

## Geographie
Die 14,2 km² große Stadt liegt an der Zusammenführung des U.S. Highway 380 mit den Highways 16 und 67 im Südosten des Countys im mittleren Norden von Texas. Die Entfernung zu Oklahoma beträgt 114 Kilometer.

## Geschichte
Die erste Besiedlung geht zurück auf das Jahr 1871 durch Gustavus A. und Edwin S. Graham aus Kentucky, nach dem der Ort auch benannt wurde.

## Demographie
Nach der Volkszählung im Jahr 2000 lebten hier 8.716 Menschen in 3.391 Haushalten und 2.366 Familien. Die Bevölkerungsdichte betrug 611,9 Einwohner pro km². Ethnisch betrachtet setzte sich die Bevölkerung zusammen aus 88,39 % weißer Bevölkerung, 1,24 % Afroamerikanern, 0,55 % amerikanischen Ureinwohnern, 0,30 % Asiaten, 0,08 % Bewohnern aus dem pazifischen Inselraum und 7,78 % aus anderen ethnischen Gruppen. Etwa 1,66 % waren gemischter Abstammung und 13,41 % der Bevölkerung waren spanischer oder lateinamerikanischer Abstammung.
Von den 3.391 Haushalten hatten 32,6 % Kinder unter 18 Jahre, die im Haushalt lebten. 55,9 % davon waren verheiratete, zusammenlebende Paare. 10,3 % waren allein erziehende Mütter und 30,2 % waren keine Familien. 27,3 % aller Haushalte waren Singlehaushalte und in 15,5 % lebten Menschen, die 65 Jahre oder älter waren. Die Durchschnittshaushaltsgröße betrug 2,48 und die durchschnittliche Größe einer Familie belief sich auf rund drei Personen.
26,0 % der Bevölkerung waren unter 18 Jahre alt, 7,6 % von 18 bis 24, 25,2 % von 25 bis 44, 21,5 % von 45 bis 64, und 19,8 % die 65 Jahre oder älter waren. Das Durchschnittsalter war 39 Jahre. Auf 100 weibliche Personen aller Altersgruppen kamen 88,4 männliche Personen. Auf 100 Frauen im Alter von 18 Jahren und darüber kamen 83,3 Männer.

Das jährliche Durchschnittseinkommen eines Haushalts betrug 31.081 USD, das Durchschnittseinkommen einer Familie 38.118 USD. Männer hatten ein Durchschnittseinkommen von 30.221 USD gegenüber den Frauen mit 19.574 USD. Das Prokopfeinkommen betrug 16.587 USD. 17,4 % der Bevölkerung und 13,0 % der Familien lebten unterhalb der Armutsgrenze. Davon waren 23,0 % Kinder und Jugendliche unter 18 Jahren und 13,5 % waren 65 oder älter.

## Söhne und Töchter der Stadt
- Rex Brown, US-amerikanischer Bassist
- Morgan Powell (* 1938), Komponist, Jazzposaunist und Musikpädagoge
- Dana Vollmer, Schwimmerin